# Резолюция 161 на Съвета за сигурност на ООН
Резолюция 161 на Съвета за сигурност на ООН е приета на 21 февруари 1961 г. по повод кризата в Република Конго (днес Демократична република Конго).
Резолюция 161 се състои от две части, съответно, част А и част B.
В първата част на резолюцията Съветът за сигурност отбелязва с дълбоко съжаление съобщението за убийството на конгоанските лидери Патрис Лумумба, Морис Мполо и Жозеф Окито и изказва силното си безпокойство от последствията от тези престъпления и от опасността от избухване на гражданска война и кръвопролития от широк мащаб в Конго, както и от заплахата за международния мир и сигурността, която ситуацията там създава. Като отбелязва доклада на специалния пратеник на генералния секретар от 12 януари 1961, в който се съобщава за опасността от избухването на гражданска война и протичащата подготовка за нея, Съветът за сигурност призовава спешно ООН да предприеме всички възможни мерки за предотвратяване избухването на гражданска война в Конго, дори ако за това е необходима употребата на сила като крайна мярка. Освен това в тази част на резолюцията Съветът за сигурност призовава за предприемане на мерки за изтегляне от територията на Конго на всичкия белгийски и чуждестранен военен и паравоенен персонал и на политическите съветници, които не се намират на подчинение на Организацията на обединените нации, както и на намиращите се там наемни войници. От останалите държави резолюцията изисква да предприемат енергични мерки, за да предотвратят навлизането на такъв персонал в Конго от тяхна територия.
Относно убийството на Патрис Лумумба и останалите му сподвижници в тази част на резолюцията се призовава за провеждането на безпристрастно разследване с цел изясняване на всички обстоятелства около престъплението и наказване на виновните за това лица.
Втората част на Резолюция 161 е посветена на възстановяването на демократичния и законов ред в Република Конго, на съхраняването на нейната териториална цялост и прекратяването на нарушенията на човешките права и свободи в страната, относно което Съветът изразява сериозно безпокойство и съжаление. В тази част на резолюцията Съветът признава настоятелно необходимостта от възстановяването на парламентарните учреждения в страната в съответствие с основния закон на републиката, така че волята на народа на Конго да придобие образ посредством свикване на свободно избран парламент.
По-нататък Реолюция 161 изразява убеждението на Съвета, че решението на проблема в Конго се намира единствено в ръцете на конгоанския народ, без каквато и да е външна намеса, и че постигането на такова решение е невъзможно без примирие. Нещо повече, Съветът е убеден, че достигането до каквото и да е било решение, в това число и по въпроса за сформиране на правителство, преди да се достигне до пълно примирие, не само че няма да разреши каквито и да въпроси, но ще увеличи опасността от разрастването на конфликта в Конго и ще застраши международния мир и сигурността. Изхождайки от тези съображения, Съветът за сигурност призовава за свикването на парламент, по отношение на който да бъдат приложени необходимите мерки за охрана, и настоява конгоанските въоръжени сили да бъдат реорганизирани и приведени в ред, дисциплина и под контрол, като за целта бъдат приложени безпристрастни и справедливи мерки, така че да се отстрани и всякаква възможност за намеса на тези сили и персонал в политическия живот на страната.
Резолюция 161 е приета с мнозинство от 8 гласа „за“ и двама „въздържали се“ – Франция и Съветския съюз.